# 欧日地区梅里比西耶尔
欧日地区梅里比西耶尔（法語：Méry-Bissières-en-Auge，法語發音：[meʁi bisjɛʁ ɑ̃.n‿oʒ]）是法国卡尔瓦多斯省的一个市镇，属于利雪区。该市镇于2019年由原市镇梅里科尔邦和比西耶尔合并而成，行政中心位于梅里科尔邦。

## 地理
欧日地区梅里比西耶尔（49°8'9"N, 0°4'57"W）面积9.12 平方千米，位于法国诺曼底大区卡爾瓦多斯省，该省份为法国西北部沿海省份，北濒大西洋英吉利海峡，东北与滨海塞纳省以海上边界相接，东临厄尔省，南至奧恩省，西与芒什省接壤。
与欧日地区梅里比西耶尔接壤的市镇（或旧市镇、城区）包括：克莱维尔、欧日地区奥托、欧日地区贝勒维、梅济东瓦莱多日。
欧日地区梅里比西耶尔的时区为UTC+01:00、UTC+02:00（夏令时）。

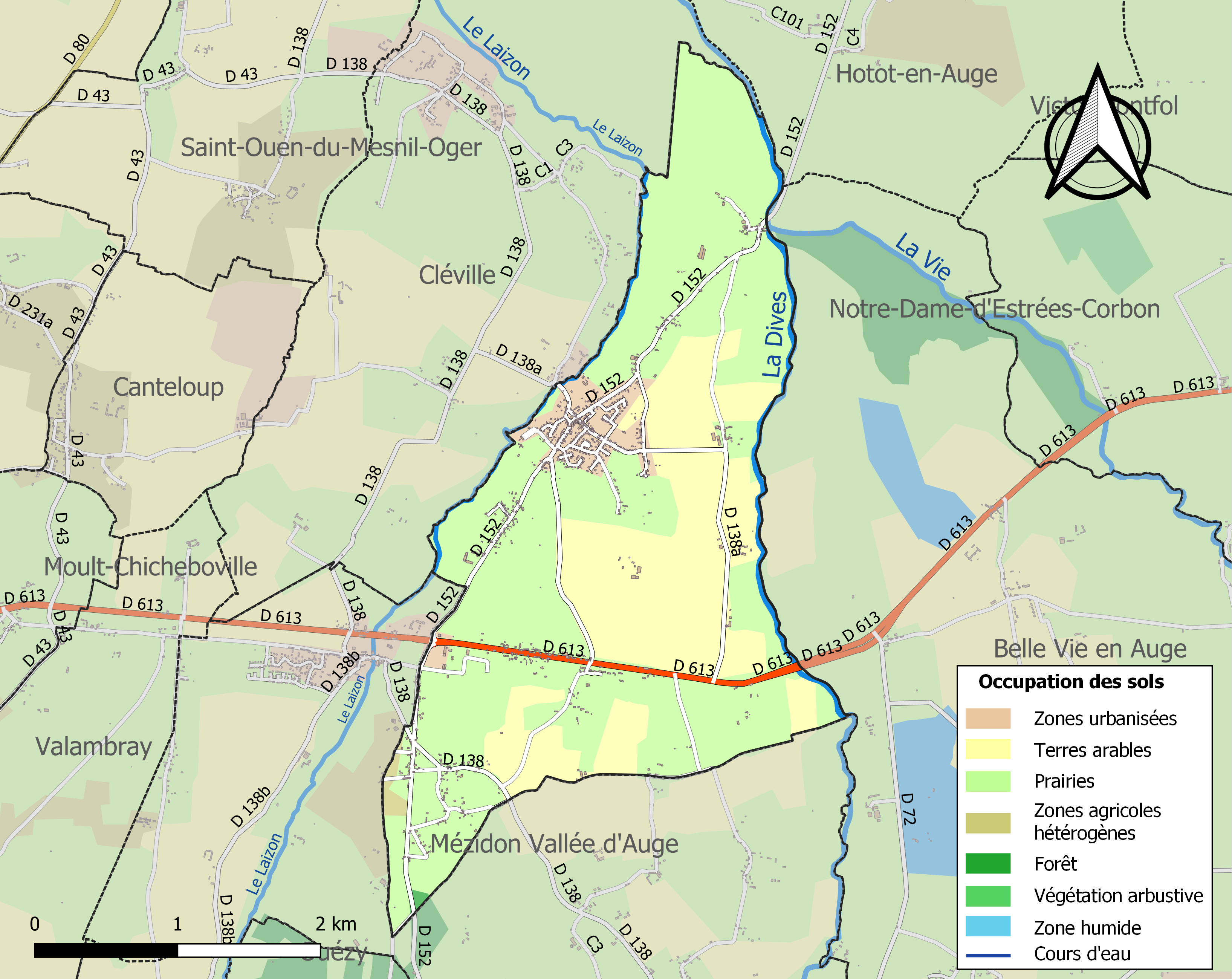
欧日地区梅里比西耶尔的OSM定位图

## 行政
欧日地区梅里比西耶尔的邮政编码为14370，INSEE市镇编码为14410。

## 政治
欧日地区梅里比西耶尔所属的省级选区为梅济东瓦莱多日县。

## 人口
欧日地区梅里比西耶尔于2022年1月1日时的人口数量为1082人。